# Арененберг
Арененберг — имение на берегу Нижнего озера (часть Боденского озера) в общине Саленштайн в швейцарском кантоне Тургау. Историческое значение Арененберга определено его связью с Францией: в XIX веке замок Арененберг принадлежал бывшей голландской королеве Гортензии де Богарне и её сыну, будущему императору Наполеону III.

## История
Замок Арененберг был задуман как загородная резиденция, и построен в XVI веке констанцским бургомистром (1546—1548) Себастианом Гайсбергом (нем. Sebastian Geissberg). На его месте ранее располагалось крестьянское подворье Narrenberg, что можно перевести в том числе как «гора дураков». Не слишком благозвучное имя позднейшие владельцы старались поэтому заменять на «Ар(ене)нберг» (Arnberg), по всей видимости производное от Arnhalde (="Орлиный склон"), и окончательно ставшее употребительным с XVIII века.
В 1585 году, Арененберг, находившийся тогда во владении Ганса Конрада фон Шварах, приобрёл статус освобождённого от налогов и податей имения (нем. Freisitz).
Переходя от одного собственника к другому, в XVIII веке Арененберг попал во владение семьи фон Штренг, один из представителей которой Иоганн Баптист фон Штренг в 1817 году продал замок находившейся тогда в изгнании в Констанце экс-королеве Гортензии де Богарне.
Гортензия Богарне, дочь первой жены Наполеона I императрицы Жозефины, и жена брата Наполеона Луи Бонапарта, с 1806 года и вплоть до французской аннексии Голландии в 1810 году была голландской королевой; и после окончательного поражения Наполеона I была вынуждена удалиться в изгнание, постоянно путешествуя по Европе. Прежде чем Гортензия Богарне переехала в Арененберг в 1818 году, замок был перестроен по руководством констанцского архитектора Иоганна Баптиста Верле (нем. Johann Baptist Wehrle): были снесены окружавшая имение стена и почти все хозяйственные постройки, разобрана возвышавшаяся над главным зданием башня и зубчатые украшения крыши; внутренние помещения были декорированы в стиле ампир. Кроме того, был заложен обширный парк, проект которого с большой вероятностью был разработан известным архитектором Луи-Мартеном Берто (Louis-Martin Berthault).
В 1819 году по соседству, на землях бывшего владения Зандэгг (Sandegg), свою летнюю резиденцию выстроил Евгений Богарне — брат Гортензии Богарне.
Гортензия де Богарне, умершая в Арененберге в 1837 году, превратила его в один из важнейших центров светской и, в первую очередь, аристократической культуры на Боденском озере. Гостями Арененберга в разное время были Александр Дюма-отец, Жюли Рекамье, Шатобриан, Казимир Делавинь, Фридрих фон Цеппелин и прочие представители высшей знати южной Германии и Швейцарии.
В Арененберге свои детские и юношеские годы провёл и будущий французский император Наполеон III — младший сын Гортензии Богарне. После нескольких лет обучения в Аугсбурге Шарль Луи Наполеон продолжил своё образование в Арененберге: специально приглашённые из Констанца профессора преподавали ему здесь естествознание, искусство, философию и военное искусство. Под влиянием матери и культа Наполеона I он был подготовлен, в конечном счёте, к будущей политической карьере. В 1832 году Луи Наполеон стал почётным гражданином общины Саленштайн. Но уже в 1836 году, после провалившегося путча в Страсбурге, он был вынужден покинуть Европу. Короткое пребывание в Арененберге в 1837 году, по случаю смерти матери, закончилось — по желанию швейцарского правительства — эмиграцией в Англию. Предпринятый в 1840 году (и ещё более неудачный) второй путч в Булони поставил Луи Наполеона в тяжёлое финансовое положение, что заставило его продать имение Арененберг в 1843 году бывшему учителю музыки Карлу Келлеру, разбогатевшему благодаря выгодной женитьбе на вдове маркиза де Марсийак.
В апреле 1855 года Арененберг был выкуплен женой к тому времени уже императора Наполеона III Евгенией, и преподнесён ему в качестве подарка ко Дню рождения. Тогда же, и повторно в 1874 году Арененберг был отреставрирован и частично перестроен. Наполеон III однако всего несколько раз был здесь; последний раз в августе 1865 года. После смерти Наполеона Арененберг оставался во владении его вдовы вплоть до 1906 года, когда она передала замок кантону Тургау. Впоследствии в нём был открыт музей.

## Музей Наполеона и замковый парк
В прекрасно сохранившемся главном здании имения Арененберг сегодня расположен кантональный музей Наполеона (Napoleonmuseum), представляющий возможность окунуться в мир приватной жизни и большой политики XIX века. Для посещения открыты обставленные по большей части оригинальной мебелью и предметами искусства помещения на первом и втором этажах: зимний сад, салон королевы Гортензии, нижний салон, библиотека, обеденный зал, верхний салон, салон императрицы Евгении, а также некогда личные комнаты семьи Наполеона III. На третьем этаже организуются периодические выставки.
В 2008 году был частично восстановлен ландшафтный парк в английском стиле, некогда занимавший 12 га и разбитый в 1834 году принцем Луи Наполеоном совместно с Германом фон Пюклер-Мускау.